# Тирлич крапчастий
Ти́рлич кра́пчастий (Gentiana punctata L.) — багаторічна трав'яна рослина з родини тирличевих.
Рослина висотою 20 — 60 см, з кореневищем. Листки супротивні, овальні. Квітки дзвоникоподібні, з темними крапками, в пазухах верхніх листків і на верхівках стебел майже сидячі. Цвіте в липні — серпні.
Росте в Карпатах на схилах, гірських луках, дуже рідко в заростях криволісся.
Один з 13 видів тирличу в Україні.

## Походження назви
Назва роду походить від імені ілірійського царя Гентіса, який, за переказами, перший відкрив лікувальні властивості рослин цього роду. Видова назва пов'язана з наявністю темних крапок на пелюстках.

## Лікарське застосування
Тирлич крапчастий — цінна лікарська рослина. З лікувальною метою використовують кореневище.

## Охорона
Природні запаси цієї рослини в Україні вичерпані, її занесено до Червоної книги. Тепер трапляються незначні ділянки в кількох місцях у субальпійському поясі на хребтах Чорногора, Свидовець, Ґорґани, Гуцульські Альпи.